# Episodi di Wisdom of the Crowd - Nella rete del crimine
La prima e unica stagione della serie televisiva Wisdom of the Crowd - Nella rete del crimine, composta da 13 episodi, è stata trasmessa negli Stati Uniti d'America sul canale CBS dal 1º ottobre 2017 al 14 gennaio 2018.
In Italia la stagione è andata in onda su Rai 2 dal 19 maggio al 25 agosto 2018.
| n° | Titolo originale  | Titolo italiano      | Prima TV USA     | Prima TV Italia |
| -- | ----------------- | -------------------- | ---------------- | --------------- |
| 1  | Pilot             | Sophe                | 1º ottobre 2017  | 19 maggio 2018  |
| 2  | In the Wild       | La teoria di Bayes   | 8 ottobre 2017   | 20 maggio 2018  |
| 3  | Machine Learning  | Interconnessioni     | 15 ottobre 2017  | 2 giugno 2018   |
| 4  | User Bias         | Faziosità            | 22 ottobre 2017  | 9 giugno 2018   |
| 5  | Clear History     | Overdose             | 29 ottobre 2017  | 16 giugno 2018  |
| 6  | Trojan Horse      | I dieci passi        | 5 novembre 2017  | 23 giugno 2018  |
| 7  | Trade Secrets     | Protezione testimone | 12 novembre 2017 | 30 giugno 2018  |
| 8  | Denial of Service | Attacco informatico  | 19 novembre 2017 | 7 luglio 2018   |
| 9  | Proof of Concept  | Una brava ragazza    | 26 novembre 2017 | 14 luglio 2018  |
| 10 | Live Stream       | Omicidi in diretta   | 10 dicembre 2017 | 21 luglio 2018  |
| 11 | Alpha Test        | Il mandante          | 17 dicembre 2017 | 28 luglio 2018  |
| 12 | Root Directory    | Pecora nera          | 7 gennaio 2018   | 18 agosto 2018  |
| 13 | The Tipping Point | Teoria del complotto | 14 gennaio 2018  | 25 agosto 2018  |

## Sophe
- Titolo originale: Pilot
- Diretto da: Adam Davidson
- Scritto da: Ted Humphrey

### Trama
- Ascolti Italia: telespettatori 580 000 – 5,05%[1]

## La teoria di Bayes
- Titolo originale: In the Wild
- Diretto da: Adam Davidson
- Scritto da: Ted Humphrey

### Trama
- Ascolti Italia: telespettatori 522 000 – 3,68%[2]

## Interconnessioni
- Titolo originale: Machine Learning
- Diretto da: Jon Amiel
- Scritto da: Matthew Lau e Aiyana White

### Trama
- Ascolti Italia: telespettatori 408 000 – 4,08%[3]

## Faziosità
- Titolo originale: User Bias
- Diretto da: Charles Beeson
- Scritto da: Kim Shumway e Patrick Moss

### Trama
- Ascolti Italia: telespettatori 418 000 – 4,23%[4]

## Overdose
- Titolo originale: Clear History
- Diretto da: Deran Sarafian
- Scritto da: David Appelbaum e Erica Saleh

### Trama
- Ascolti Italia: telespettatori 271 000 – 2,59%[5]

## I dieci passi
- Titolo originale: Trojan Horse
- Diretto da: Stephen Kay
- Scritto da: Andrew Dettmann e Joshua Hale Fialkov

### Trama
- Ascolti Italia: telespettatori 278 000 – 2,62%[6]

## Protezione testimone
- Titolo originale: Trade Secrets
- Diretto da: Adam Davidson
- Scritto da: Matthew Lau

### Trama
- Ascolti Italia: telespettatori 361 000 – 3,50%[7]

## Attacco informatico
- Titolo originale: Denial of Service
- Diretto da: Eagle Egilsson
- Scritto da: Kim Shumway

### Trama
- Ascolti Italia: telespettatori 407 000 – 3,96%[8]

## Una brava ragazza
- Titolo originale: Proof of Concept
- Diretto da: Roxann Dawson
- Scritto da: Aiyana White

### Trama
- Ascolti Italia: telespettatori 450 000 – 4,41%

## Omicidi in diretta
- Titolo originale: Live Stream
- Diretto da: Milan Cheylov
- Scritto da: David Appelbaum

### Trama
- Ascolti Italia: telespettatori 427 000 – 4,60%

## Il mandante
- Titolo originale: Live Stream
- Diretto da: Adam Davidson
- Scritto da: Erica Saleh

## Pecora nera
- Titolo originale: Root Directory
- Diretto da: Liz Friedlander
- Scritto da: Joshua Hale Fialkov

### Trama
- Ascolti Italia: telespettatori 371 000 – 3,60%

## Teoria del complotto
- Titolo originale: The Tipping Point
- Diretto da: Eric Laneuville
- Scritto da: Andrew Dettmann e Patrick Moss (sceneggiatura); Andrew Dettmann (soggetto)

### Trama
- Ascolti Italia: telespettatori 3 320 000 – 3,00%